# Alvarelhos e Guidões
Alvarelhos e Guidões (oficialmente: União das Freguesias de Alvarelhos e Guidões) é uma freguesia portuguesa do município da Trofa, com 12,07 km² de área e 4769 habitantes (censo de 2021). A sua densidade populacional é 395,1 hab./km².

## História
Foi constituída em 2013, no âmbito de uma reforma administrativa nacional, pela agregação das antigas freguesias de Alvarelhos e Guidões.

## Demografia
A população registada nos censos foi:
| Distribuição da População por Grupos Etários | Distribuição da População por Grupos Etários | Distribuição da População por Grupos Etários | Distribuição da População por Grupos Etários | Distribuição da População por Grupos Etários | Distribuição da População por Grupos Etários |
| -------------------------------------------- | -------------------------------------------- | -------------------------------------------- | -------------------------------------------- | -------------------------------------------- | -------------------------------------------- |
| Antes da agregação                           |                                              |                                              |                                              |                                              |                                              |
| Ano                                          | 0-14 anos                                    | 15-24 anos                                   | 25-64 anos                                   | >= 65 anos                                   | Total                                        |
| 2001                                         | 1013                                         | 856                                          | 2706                                         | 477                                          | 5052                                         |
| 2011                                         | 723                                          | 625                                          | 2806                                         | 656                                          | 4810                                         |
| Após a agregação                             |                                              |                                              |                                              |                                              |                                              |
| Ano                                          | 0-14 anos                                    | 15-24 anos                                   | 25-64 anos                                   | >= 65 anos                                   | Total                                        |
| 2021                                         | 586                                          | 571                                          | 2620                                         | 992                                          | 4769                                         |